# (3856) Lutskij
(3856) Lutskij (1976 QX) – planetoida z pasa głównego asteroid okrążająca Słońce w ciągu 4,88 lat w średniej odległości 2,88 j.a. Odkrył ją Nikołaj Czernych 26 sierpnia 1976 roku.